# 花東公路
花東公路（英語：Huatung Highway），全名花東縱谷公路，是臺灣東部地區的縱貫公路，因台9線進入花東縱谷平原而稱之。起點於花蓮縣花蓮市，接蘇花公路；終點在台東縣台東市，接南迴公路，是花東地區的主要公路之一。
花東公路竣工於昭和8年（1933年），當時稱為「花蓮港台東道」、「台東花蓮港道」，也稱為「中仙道」，屬於以國庫或地方經費改善養護之指定道路。台灣光復後，台灣省政府針對原有路廊進行整修擴建，並於1959年6月18日通車，此時部分橋梁與當時的台東線鐵路共用至公路橋梁陸續興建完成。公路總局於2008年起陸續實施花東公路全線拓寬（花東景觀大道），盼改善肇事率及提升行車速率。
花東縱谷公路與花東海岸公路（台11線）形成一山一海的路線，中途有花38-1線、花46線、台11甲線、花64線、台30線、台23線等公路串連。在鼎東客運營運路線中，縱谷公路稱為「山線」，而海岸公路稱為「海線」。

## 行經地區

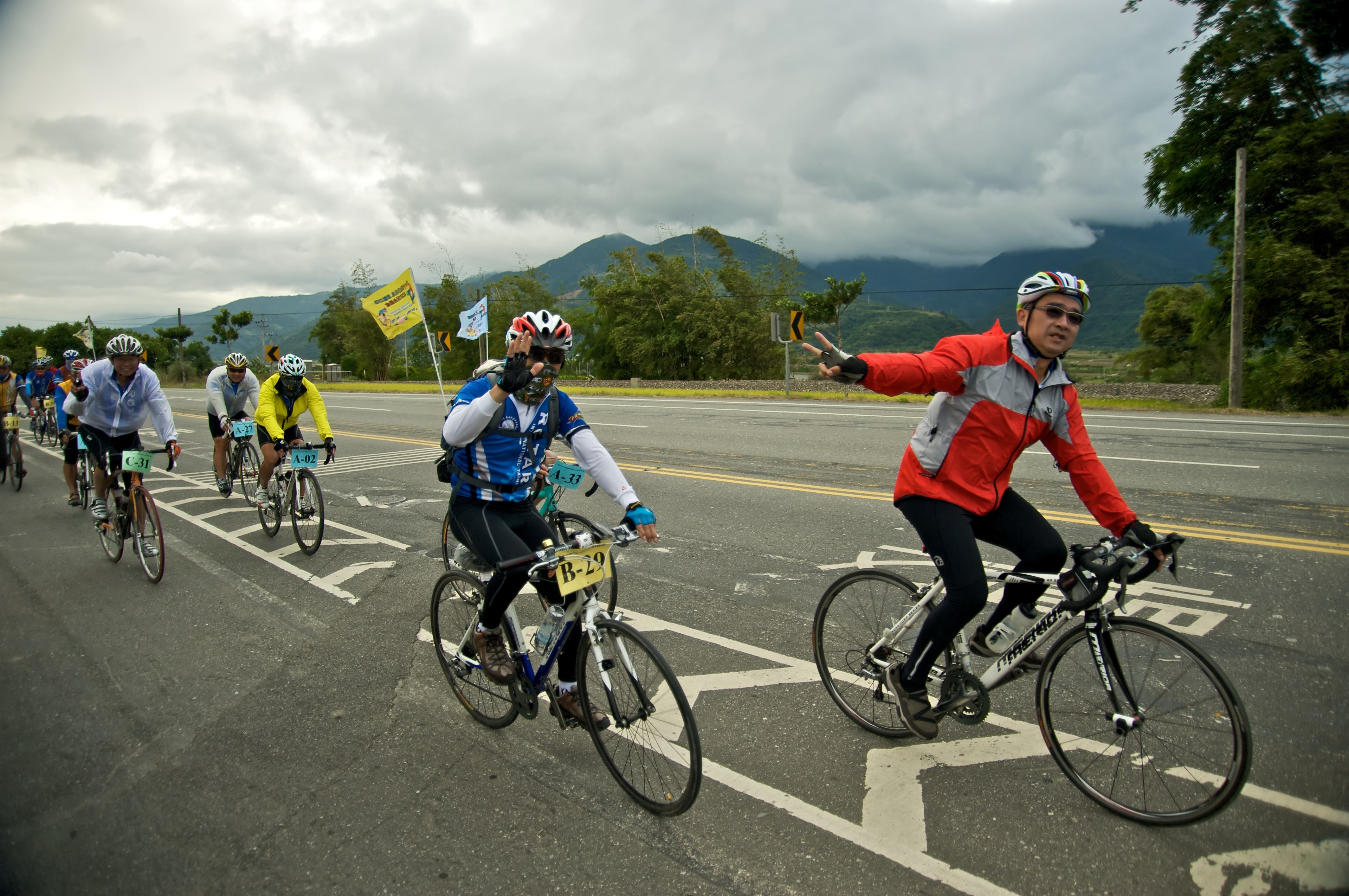

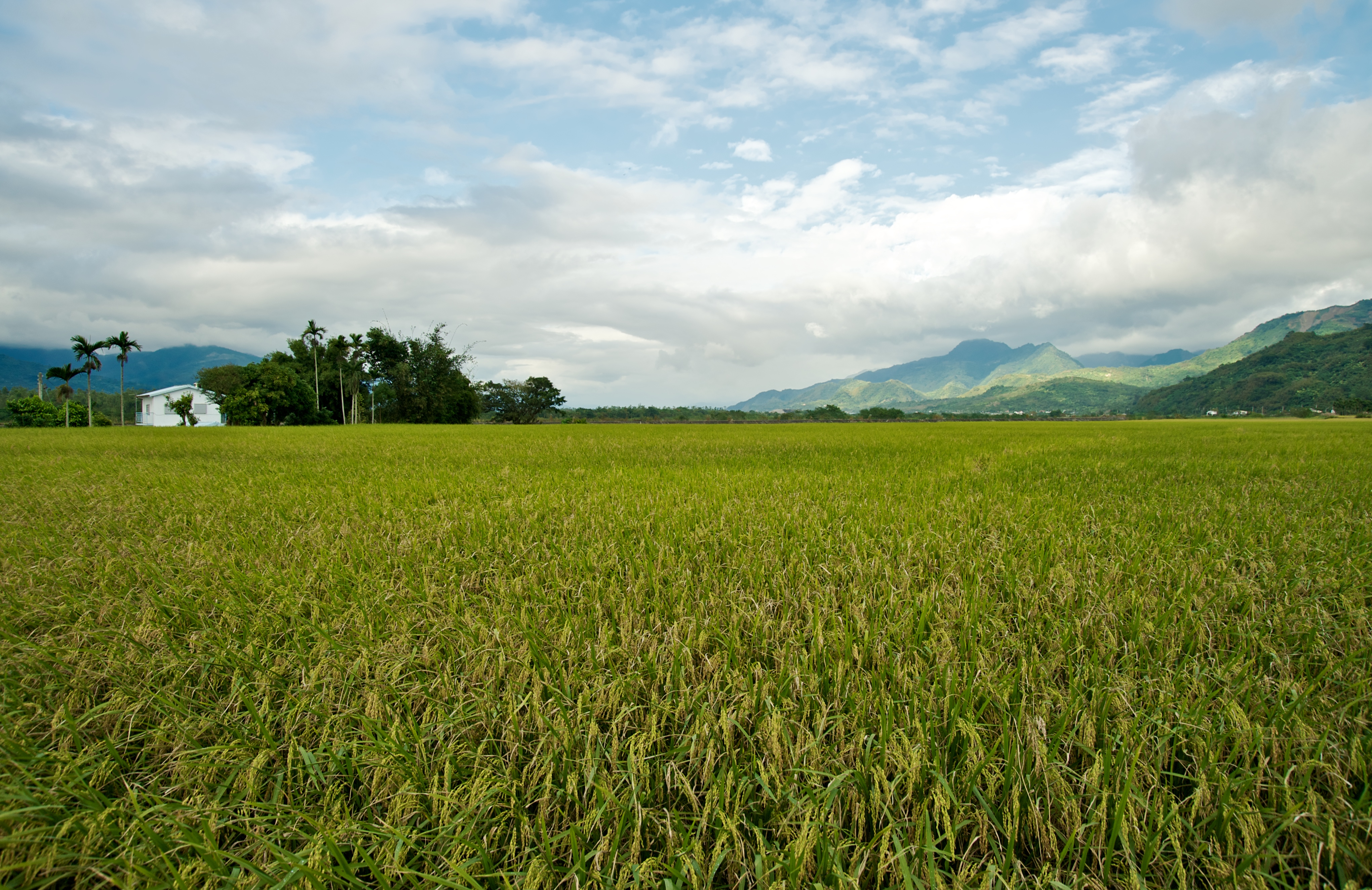
公路旁稻田

花東公路沿線行經之處皆有景點與村落市鎮，行經行政地區由北向南依序為：
- 花蓮縣：花蓮市、吉安鄉、壽豐鄉、鳳林鎮、萬榮鄉、光復鄉、瑞穗鄉、玉里鎮、富里鄉 。
- 台東縣：池上鄉、關山鎮、鹿野鄉、延平鄉、卑南鄉、台東市。

## 沿線景點

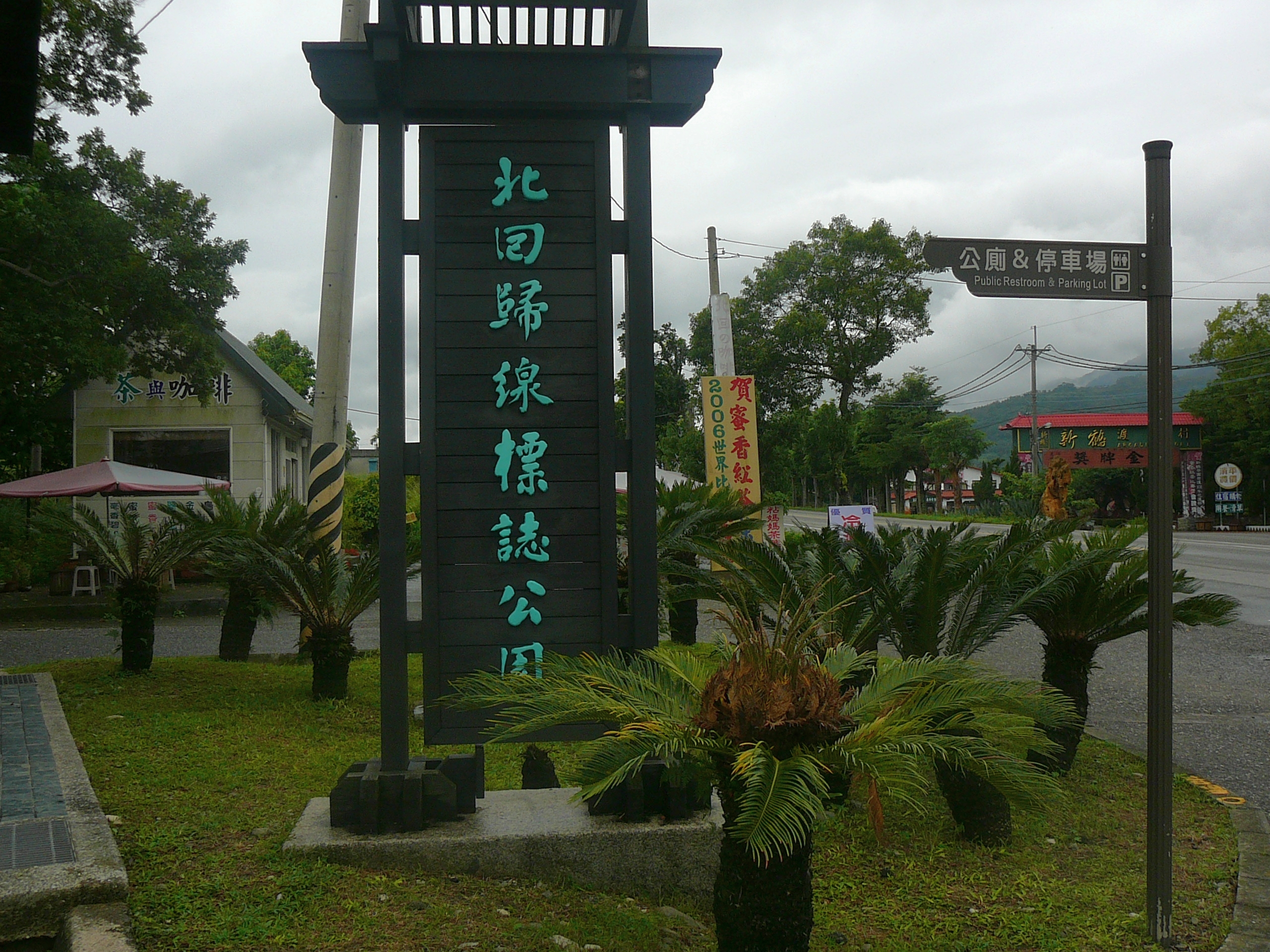
花東公路上北回歸線標誌公園入口

- 花東縱谷國家風景區
- 吉安慶修院
- 鯉魚潭
- 花蓮糖廠（光復糖廠）
- 馬太鞍濕地
- 紅葉溫泉（萬榮鄉）
- 秀姑巒溪泛舟
- 北迴歸線地標
- 掃叭石柱
- 瑞穗溫泉
- 舞鶴茶園
- 瑞穗牧場
- 六十石山
- 紅葉溫泉（延平鄉）
- 初鹿牧場
- 知本溫泉